# Сражение при Мойсе
Сражение при Мойсе (нем. Schlacht von Moys) — сражение начального этапа Семилетней войны произошедшее 7 сентября 1757 года в Саксонии, при Мойсе (ныне деревня Уязд (пол. Ujazd) в Польше), неподалёку от Гёрлица, между 13 тысячным корпусом прусского генерала Винтерфельда и вдвое превосходившим его по силам корпусом австрийского генерала графа Надашди, в котором прусские войска потерпели поражение, генерал Винтерфельд, близкий советник Фридриха II, был смертельно ранен.

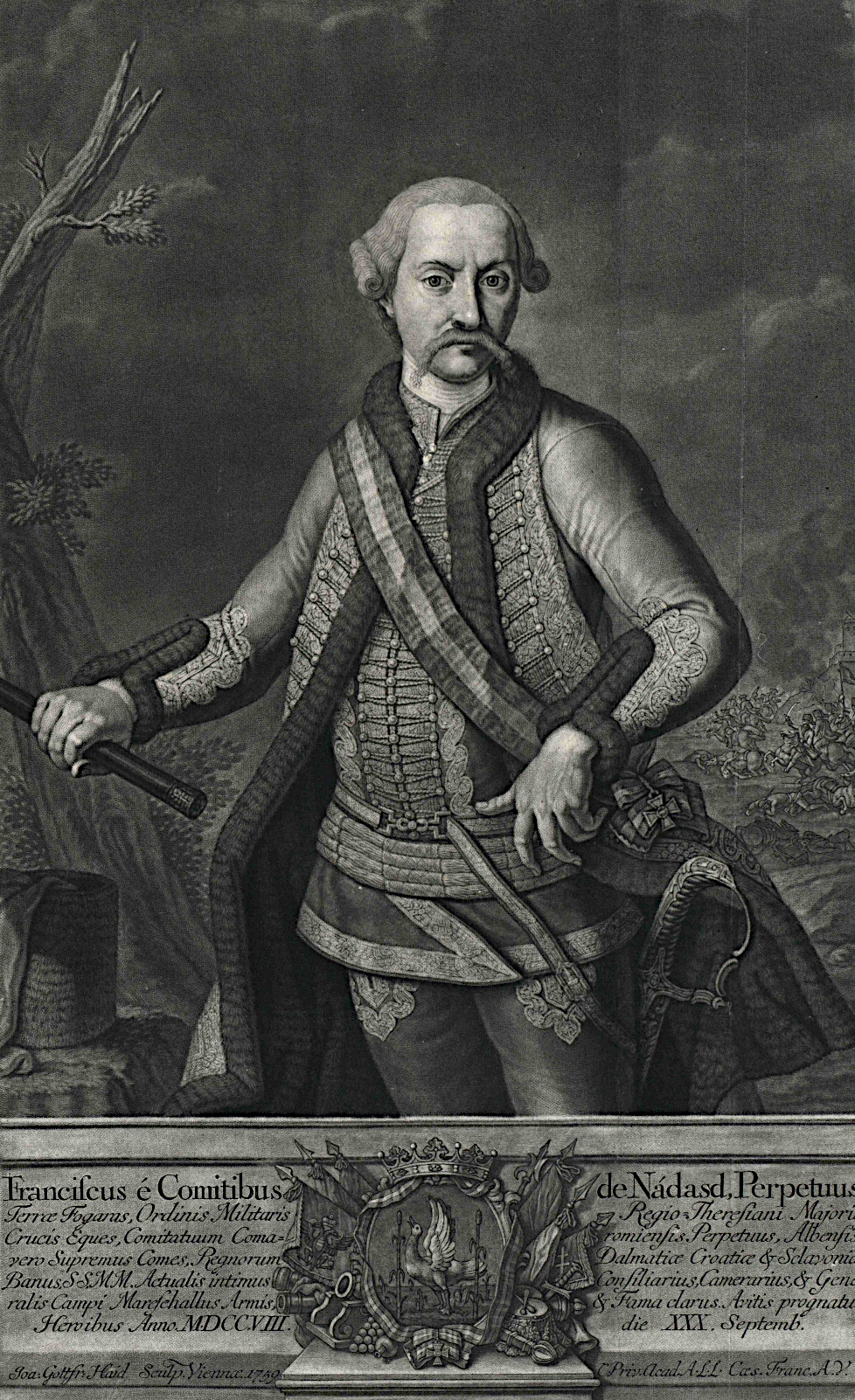
Генерал Надашди.

Генерал Винтерфельд.

## Накануне сражения
Неудачное, с большими потерями, отступление армии прусского принца Августа Вильгельма из Богемии летом 1757 года, имело результатом ссору между Фридрихом и его братом, в результате, Август Вильгельм покинул армию и возвратился в Берлин. На его место был назначен герцог Бевернский, которому, в качестве советника, был придан фаворит и доверенное лицо Фридриха, генерал-лейтенант Винтерфельд, имевший под своим началом отдельный корпус численностью, по разным источникам, от 10 до 13 тысяч человек. У самого герцога Бевернского было приблизительно 22 000 солдат. Армия герцога должна прикрывать путь в Силезию.
31 августа герцог Бевернский, вопреки советам Винтерфельда, занимает позицию у Гёрлица. Винтерфельд следует за ним и, переправившись через Нейсе, разбивает лагерь на противоположном берегу, у деревни Мойс, приблизительно в 10 км от лагеря герцога. Связь между обоими лагерями осуществляется по мосту через Нейссе.
Принято считать, что план разгрома корпуса Винтерфельда связан с состоявшимся в это время визитом австрийского канцлера, графа Кауница, в полевом лагере австрийской армии: главнокомандующему принцу Лотарингскому и графу Дауну хотелось «блеснуть перед начальством», ознаменовав визит военным успехом. В соответствии с планом австрийского командования, главная армия австрийцев выдвигалась к Бернштадту, чтобы связать силы герцога Бевернского. Проведение самой операции поручалось генералу Надашди, стоявшему в Зайденберге (ныне Завидув, Польша), корпус которого был усилен 42 ротами гренадеров под началом герцога Аренберга. По австрийским данным, Надашди командовал в этой операции 16 тысячами солдат регулярных войск и 4 тысячами граничар, прусские источники называют иные, вероятно, преувеличенные цифры. Артиллерию Надашди составляли 24 тяжёлых орудия. С этими силами Надашди выступил 4 сентября в поход на Гёрлиц.
На левом фланге корпуса Винтерфельда помещались гусарский полк и два батальона гренадеров, в центре находились кирасирский и драгунский полки, 4 полка пехоты, полк гренадеров в первом эшелоне и 2 драгунских полка- во втором, правый фланг размещался на холме Йекельберг (он же Хольцберг), примыкая вплотную к деревне Мойс, и состоял из двух батальонов гренадеров и гусарского полка Цитена. От центра позиции правого фланга были удалены на 3000 шагов (приблизительно 2,5 км).
Австрийцы подошли к Мойсу ранним утром 9го сентября двумя колоннами под началом генералов Эстергази и Вида. По рассказам, в это утро стоял густой туман. Первым делом, Надашди занял находившийся напротив Йекельберга холм Гальгенберг и установил там свою тяжёлую артиллерию.
Не ожидавший нападения, Винтерфельд в это время отсутствовал в лагере, находясь в Гёрлице, на противоположном берегу Нейссе.

## Ход сражения
Сражение началось артобстрелом Йекельберга, в 11 часов граничары пошли в первую атаку на холм, которую пруссакам удалось отбить. Второй атаке, где граничары были усилены гренадерами, сопутствовал успех, ряды защитников Йекельберга были смяты, «на спинах» бегущих прусских солдат австрийцы ворвались в прусский лагерь, где между палаток разгорелся отчаянный ближний бой. Одновременно на крайнем левом фланге прусской позиции австрийские гусары, пойдя в атаку сомкнутым строем, на манер тяжёлой кавалерии, совершенно истребили прусский пехотный полк Тресков, их трофеи составили, среди прочего, два знамени и взятый в плен майор Дессау, флигель-адъютант прусского короля. Появившийся в это время на поле сражения генерал Винтерфельд предпринимает усилия для того, чтобы отбить Йекельсберг, не рискуя при этом задействовать части, прикрывавшие сообщение с Гёрлицем. В результате все попытки ввиду подавляющего численного превосходства врага оказываются заранее обречёнными на неудачу. В разгар сражения генерала настигает пуля, попавшая в спину под правым плечом и застрявшая в груди. Тяжело раненого командира прусские гренадеры на руках уносят в Гёрлиц, где он, в полном сознании, до последнего вздоха диктует приказы своим генералам и прощальное письмо королю — сцена, многократно воспроизведённая позднее в патриотических прусских сочинениях. Ранение генерала окончательно деморализует солдат. Короткое время спустя все, кто может, бросив артиллерию, спасаются в Гёрлице. Австрийцы не преследуют бегущих, удовольствовавшись занятием прусского лагеря.
У каждого, кто читает описания дела при Мойсе, неизбежно возникает вопрос: а где же был в это время герцог Бевернский? Отделённый от поля битвы несколькими километрами пути, он не мог, разумеется, не знать о происходившем сражении. Почему же он не поддержал Винтерфельда? Историки отвечают на этот вопрос так: генерал Винтерфельд в качестве особы, приближённой королю, был окружён завистниками и недоброжелателями, одним из которых являлся и герцог Бевернский, не имевший ничего против того, чтобы королевскому любимчику хорошенько досталось от австрийцев.

## После сражения
Тело Винтерфельда, первоначально похороненного под Люббеном, было вскоре перевезено в принадлежавшее ему имение Польквиц и перезахоронено там. В пути гроб с телом генерала должен проследовать через территорию, занятую австрийскими войсками. Принц Лотарингский не только позволил проход траурной процессии, но и, в те блаженные времена ещё ценились рыцарские жесты, распорядился о почётном эскорте австрийской кавалерии.
Фридрих узнал о смерти Винтерфельда 17 сентября и пережил её тяжело, как большую личную утрату. По свидетельству мемуариста, глаза короля увлажнились, когда, уже в конце его жизни, разговор в его присутствии случайно коснулся сражения при Мойсе.
Смерть генерала Винтерфельда так и осталась основным событием, связанным с делом при Мойсе, в первую очередь, конечно, для немцев, так как имя генерала, которому в Пруссии ставились памятники, неразрывно связано с культом Фридриха в довоенной Германии. Само сражение ровным счётом ничего не изменило в наличествующем тогда раскладе сил. Герцог Бевернский, которому задача сдерживания численно намного превосходящего его силы противника (всего у австрийцев было примерно 90 тысяч солдат против тридцатитысячной армии герцога) была явно не по плечу, продолжал после Мойса отступать также, как он это делал и до того. Это отступление привело его, в конце-концов, под стены Бреслау.